# Prix amateur d'excellence de l'Astronomical Society of the Pacific
Le prix amateur d'excellence de l'Astronomical Society of the Pacific (en anglais Amateur Achievement Award) est l'un des neuf prix astronomiques annuels gérés par la l'Astronomical Society of the Pacific. Il reconnaît «des contributions importantes à l'astronomie ou à l'astronomie amateur par les personnes qui ne sont pas employées dans le domaine de l'astronomie à titre professionnel». Les contributions peuvent être faites dans les domaines de l'astronomie d'observation ou des technologies astronomiques. Le prix a été attribué aux astronomes amateurs de divers pays depuis 1979 et est devenu l'un des prix astronomiques les plus diversifiés sur le plan géographique.
Les lauréats de ce prix reçoivent une plaque commémorative, présentée lors du banquet des récompenses annuelles. La valeur monétaire du prix est de 500 $ US. Les candidats peuvent être nommés par un membre de la communauté astronomique (à l'exception des candidats eux-mêmes et de leurs familles) et les candidatures doivent être accompagnées d'autres lettres de soutien. Toutes les candidatures doivent être remises à l'Astronomical Society of the Pacific au plus tard le 15 décembre de l'année de candidature et restent valables pendant trois ans. Les gagnants sont sélectionnés par le comité des prix nommé par le conseil d'administration. Le comité peut choisir de ne pas attribuer le prix à aucun des candidats s'ils ne considèrent pas leurs réalisations comme exceptionnelles.

## Récipiendaires
| Année | Nom                                | Nationalité                                 | Domaine | Notes            |
| ----- | ---------------------------------- | ------------------------------------------- | --- | ---------------- |
| 1979  | James McMahon (en)                 | Drapeau des États-Unis                      | Occultations | [ 3 ]            |
| 1980  | Frank Bateson (en)                 | Drapeau de la Nouvelle-Zélande              | Étoiles variables | [ 4 ]            |
| 1981  | George Alcock                      | Drapeau du Royaume-Uni                      | Novae/Comètes | [ 5 ]            |
| 1982  | Ben Mayer (en)                     | Drapeau des États-Unis                      | Comparateur à clignotement                                                                                               | ,                |
| 1983  | J. U. Gunter (en)                  | Drapeau des États-Unis                      | Astéroïdes | ,                |
| 1984  | Russell Genet (en)                 | Drapeau des États-Unis                      | photométrie | [ 10 ]           |
| 1985  | Gregg Thompson (en) & Robert Evans | Drapeau de l'Australie                      | Supernovae | ,                |
| 1986  | Jean Meeus                         | Drapeau de la Belgique                      | Mécanique céleste | ,                |
| 1987  | Clinton B. Ford (en)               | Drapeau des États-Unis                      | Étoiles variables | [ 15 ]           |
| 1988  | Jack B. Newton (en)                | Drapeau du Canada                           | Astrophotographie | [ 16 ]           |
| 1989  | Paul Baize                         | Drapeau de la France                        | Étoiles doubles | [ 17 ]           |
| 1990  | Oscar Monnig (en)                  | Drapeau des États-Unis                      | Météorites | [ 18 ]           |
| 1991  | Otto Kippes (en)                   | Drapeau de l'Allemagne                      | Orbites d'astéroïdes | [ 19 ]           |
| 1992  | Richard Lines (en) & Helen Lines   | Drapeau des États-Unis                      | Photométrie d'étoiles variables                                                                                          | [ 20 ]           |
| 1993  | David H. Levy                      | /                                           | Comètes | [ 21 ]           |
| 1994  | Walter H. Haas (en)                | Drapeau des États-Unis                      | Fondateur de l'ALPO | [ 22 ]           |
| 1995  | Donald Parker (en)                 | Drapeau des États-Unis                      | Imagerie planétaire | [ 22 ]           |
| 1996  | M. Daniel Overbeek (en)            | Drapeau d'Afrique du Sud                    | Étoiles variables | [ 23 ]           |
| 1997  | Edward A. Halbach (en)             | Drapeau des États-Unis                      | Étoiles variables/occultations                                                                                           | [ 24 ]           |
| 1998  | Albert F. A. L. Jones              | Drapeau de la Nouvelle-Zélande              | Étoiles variables/comètes                                                                                                | [ 25 ]           |
| 1999  | Warren B. Offutt                   | Drapeau des États-Unis                      | Objets transneptuniens                                                                                                   | [ 26 ]           |
| 2000  | Paul Boltwood (en)                 | Drapeau du Canada                           | Imagerie au ciel profond/Hyakutake                                                                                       | [ 27 ]           |
| 2001  | Syuichi Nakano                     | Drapeau du Japon                            | Calcul des orbites de comètes                                                                                            | [ 28 ]           |
| 2002  |                                    | Prix non décerné                            | Prix non décerné | Prix non décerné |
| 2003  | Kyle E. Smalley (en)               | Drapeau des États-Unis                      | Observations d'objets géocroiseurs                                                                                       | [ 29 ]           |
| 2004  | Nik Szymanek (en)                  | Drapeau du Royaume-Uni                      | Imagerie et traitement d'image                                                                                           | [ 30 ]           |
| 2005  | Tim Hunter (en)                    | Drapeau des États-Unis                      | Pollution lumineuse | [ 31 ]           |
| 2006  | Kamil Hornoch (en)                 | Drapeau de la Tchéquie                      | Observations visuelles et CCD d'étoiles variables et de comètes                                                          | [ 32 ]           |
| 2007  | Peter Francis Williams (en)        | Drapeau de l'Australie                      | R Coronae Borealis/surveillance d'étoiles variables                                                                      | [ 33 ]           |
| 2008  | Steve Mandel (en)                  | Drapeau des États-Unis                      | Imagerie CCD | [ 34 ]           |
| 2009  | Thomas Droege (en)                 | Drapeau des États-Unis                      | Développement d'une instrumentation CCD et d'un programme mondial de relevé astronomique                                 | [ 35 ]           |
| 2010  | Allan Rahill (en)                  | Drapeau du Canada                           | Adaptation précise des prévisions du Centre météorologique canadien aux fins de planification des sessions d'observation | [ 36 ]           |
| 2011  | Kevin Apps (en)                    | Drapeau du Royaume-Uni                      | Planète extra-solaire et astrophysique stellaire                                                                         | [ 37 ]           |
| 2012  | Jeffrey L. Hopkins (en)            | Drapeau des États-Unis                      | Photométrie et haute résolution en spectroscopie                                                                         | [ 38 ]           |
| 2013  |                                    | Prix non décerné                            | Prix non décerné | Prix non décerné |
| 2014  | Rod Stubbings (en)                 | Drapeau de l'Australie                      | Notification de la communauté astronomique des explosions rares ou importantes de étoiles variables cataclysmiques       | [ 39 ]           |
| 2015  |                                    | Prix non décerné                            | Prix non décerné | Prix non décerné |
| 2016  |                                    | Prix non décerné                            | Prix non décerné | Prix non décerné |
| 2017  | Gao Xing                           | Drapeau de la République populaire de Chine | Découverte de comètes, de supernovae, de novae et d'astéroïdes                                                           | [ 40 ]           |
| 2018  | Thiam-Guan Tan (en)                | Drapeau de l'Australie                      | Exoplanètes | [ 41 ]           |